# 비숍 브릭스
비숍 브릭스(Bishop Briggs, 1992년 7월 18일 ~ )는 영국의 싱어송라이터로, 미국 로스앤젤레스를 중심으로 활동한다.

## 유년기
사라 그레이스 맥러플린은 1992년 7월 18일 런던에서 스코틀랜드 비숍브릭스 지역 출신 부모님 사이에서 태어났다. 네 살 때 가족과 함께 도쿄로 이주했다. 도쿄의 가라오케 바에서 처음으로 사람들 앞에서 노래를 불렀고, 가수가 되고 싶다는 걸 깨달았다. 도시의 가라오케 바 문화와 모타운에서 비틀즈까지 다양한 음악을 들으며 자랐다. 일곱 살부터 곡을 쓰기 시작했고 가족에게 들려주기도 했다. 10살 때 홍콩으로 이주해서 18살까지 거주했다. 어린 시절 내내 음악 활동을 지속하며 학교 공연 등에 참여했다. 홍콩 국제 학교를 졸업한 후 로스엔젤레스로 옮겨 뮤지션스 인스티튜트에서 대학 과정을 밟았다.

## 음반 목록
- Church of Scars (2018)

### EP
- Bishop Briggs (2016)
- Bishop Briggs - EP (2017)